# Студенецкий, Михаил Владимирович
Михаи́л Влади́мирович Студене́цкий (6 марта 1934, Москва — 1 марта 2021) — советский баскетболист, серебряный призёр Олимпийских игр. Заслуженный мастер спорта СССР (1956).
В 1958 году окончил Московский технологический институт лёгкой промышленности по специальности «художественное моделирование».

## Карьера
На Олимпиаде 1956 года в составе сборной СССР сыграл 8 матчей и стал обладателем серебряной медали. Также в составе сборной СССР становился чемпионом Европы в 1957 и 1959 годах.
Играл только за московское «Динамо», в составе которого становился бронзовым призёром чемпионата СССР (1957, 1958). На Спартакиаде народов СССР 1956 года он выиграл серебряную медаль, а на аналогичных соревнованиях 1959 года — золотую медаль. Мастер спорта СССР (1956).
Закончил спортивную карьеру в 1960 году, после чего стал работать в ракетной отрасли.
Скончался 1 марта 2021 года на 87-м году жизни после заболевания COVID-19.